# Medaille „13. Januar“

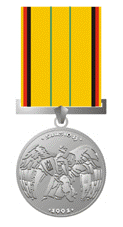
Vorderseite der Medaille

Die Medaille „13. Januar“ (litauisch Sausio 13-osios atminimo medalis) ist eine litauische Auszeichnung, die an Personen verliehen wird, die im Zeitraum von Januar 1991 bis September 1991 Beiträge zur Wiederherstellung der litauischen Unabhängigkeit geleistet haben. Sie kann sowohl an litauische als auch an Bürger ausländischer Staaten verliehen werden und wurde 1992 gestiftet.
Namensgebend sind die Januarereignisse in Litauen 1991, bei denen der Versuch unternommen wurde, die litauische Unabhängigkeitsbewegung niederzuschlagen. 